# Euploea kinbergi
Euploea kinbergi är en fjärilsart som beskrevs av Hans Daniel Johan Wallengren 1860. Euploea kinbergi ingår i släktet Euploea och familjen praktfjärilar. Inga underarter finns listade i Catalogue of Life.